# Intruz (film 1946)
Intruz (ang. The Stranger) – amerykański czarno-biały film kryminalny w reżyserii Orsona Wellesa z 1946 roku. W tym samym roku scenariusz był nominowany do Oscara.

## O filmie

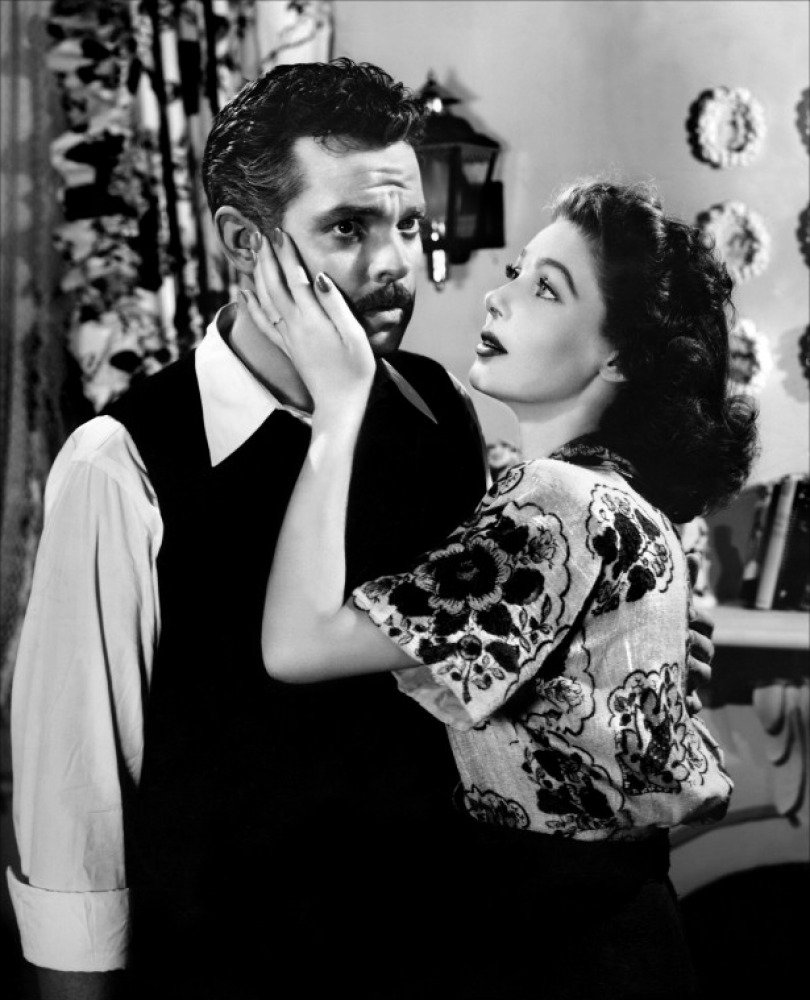
Kadr z filmu, Orson Welles i Loretta Young

Film powstał w trudnym dla Wellesa okresie – nie udało mu się z różnych powodów nakręcić kilku planowanych filmów (m.in. ekranizacji Klubu Pickwicka oraz Podróży strachu, którą powierzono innemu reżyserowi). Scenariuszem Victora Traviasa zainteresował się ze względu na możliwość zastosowania plastyki niemieckiego ekspresjonizmu filmowego, interesująca była też dla niego kreacja głównego bohatera, dlatego też zdecydował się na zrealizowanie filmu, mimo że jednocześnie jego scenariusz wydawał się reżyserowi zbyt dopracowany i zostawiający mu niewielką swobodę twórczą.
Krytyka nie doceniła filmu, zdobył on jednak uznanie publiczności.

## Fabuła
Akcja filmu opowiada o losach byłego nazistowskiego zbrodniarza po II wojnie światowej, który próbuje uciec przed przeszłością i przyjmuje nową tożsamość w małym amerykańskim miasteczku, gdzie zdobywa pracę nauczyciela i zakłada rodzinę. Jednak jego śladem wyrusza niemiecki agent, bohater ściąga też na siebie podejrzenia detektywa Wilsona.

## Obsada
- Orson Welles jako profesor Charles Rankin
- Edward G. Robinson jako inspektor Wilson
- Loretta Young jako Mary
- Philip Merivale jako Adam Longstreet
- Konstantin Shayne jako Konrad Meinike